# Barbara von Sachsen-Wittenberg

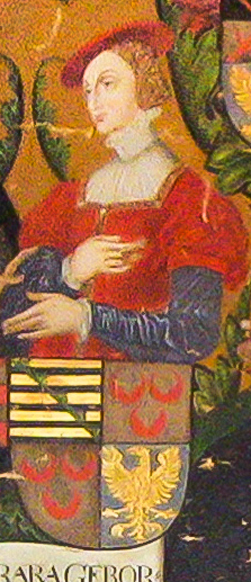
Gemälde von Barbara von Sachsen-Wittenberg

Barbara von Sachsen-Wittenberg (* 1405 in Dresden; † 10. Oktober 1465 in Bayreuth), aus der Linie Sachsen-Wittenberg der Askanier, war die Frau des Markgrafen Johann von Brandenburg-Kulmbach, genannt Johann der Alchimist (* 1406; † 6. November 1464 in Baiersdorf) und Mutter der dänischen Königin Dorothea (* 1430; † 10. November 1495 in Kalundborg, Dänemark).

## Leben
Die Prinzessin Barbara wurde 1405 als älteste Tochter des Herzogs Rudolf III. von Sachsen-Wittenberg und seiner zweiten Frau Barbara von Schlesien-Liegnitz in Dresden geboren. Sie wurde schon früh mit dem ein Jahr jüngeren Johann von Brandenburg-Kulmbach verlobt und heiratete 1416 als Elfjährige den Zehnjährigen. Die Ehe war vom späteren Kaiser Sigismund vermittelt worden, der Johann ursprünglich mit Kursachsen belehnen wollte, was jedoch widerrufen wurde.
Das Ehepaar hatte lange Zeit seinen Wohnsitz auf der Plassenburg bei Kulmbach, auf dem Schloss Scharfeneck bei Baiersdorf – wo Johann auch starb – und eine Stadtwohnung in Nürnberg. In Bayreuth verbrachte Barbara die Zeit nach dem Tod ihres Mannes. Dort starb sie am 10. Oktober 1465, knapp ein Jahr nachdem ihr Mann gestorben war.
Barbara wurde als erste Adlige in der Stadtkirche von Bayreuth beigesetzt.

## Familie
Barbara war die älteste Tochter von Rudolf III., Herzog von Sachsen-Wittenberg und Kurfürst des Heiligen Römischen Reiches, und seiner zweiten Frau Barbara von Schlesien-Liegnitz. Sie hatte drei Brüder, Rudolf († 1406), Wenzel († 1407) und Siegmund († 1407) und eine Halbschwester, Scholastika (1393–1463; ⚭ Herzog Johann I. von Sagan), aus der ersten Ehe ihres Vaters mit Anna von Meißen († 4. Juli 1395). Siegmund und Wenzel kamen bei dem Einsturz eines Schlossturms ums Leben.
Barbara und Johann hatten vier gemeinsame Kinder, von denen die drei Mädchen die Kindheit überlebten:
- Barbara (1422–1481)
⚭ 1433 Markgraf Luigi III. Gonzaga von Mantua (1414–1478)
- Rudolf (*/† 1424)
- Elisabeth (1425–1465)
⚭ 1. 1440 Herzog Joachim von Pommern (1427–1451)
⚭ 2. 1454 Herzog Wartislaw X. von Pommern (1435–1478)
- Dorothea (1430–1495)
⚭ 1. 1445 König Christoph III. von Dänemark, Norwegen und Schweden (1416–1448)
⚭ 2. 1449 König Christian I. von Dänemark (1426–1481)

Illegitimer Sohn von Johann war zudem Fritz von Brandenburg. Dieser hatte zwei Töchter: Magdalena und Franziska von Brandenburg. Sie waren mit italienischen Grafen vermählt.